# Majakovskaja (metrostation Moskou)
Majakovskaja (Russisch: Маяковская) is een station aan de Zamoskvoretskaja-lijn van de Moskouse metro. Het station is genoemd naar de Russische schrijver Vladimir Majakovski. 

## Constructie
In 1938 was het vanaf de binnenstad het eerste station op weg naar het vliegveld en het thema van het station is de luchtvaart van de Sovjet-Unie. In de koepels tussen de perrons zijn mozaïeken met afbeeldingen van diverse vliegtuigen en luchtvaart motieven aangebracht.
Het station is een kolommenstation, een bijzondere constructie, waarbij de middenhal niet apart geboord wordt, maar het gewelf van de middenhal op de tunnels aan weerszijden rust. Het station geldt als architectonisch hoogstandje en op de Wereldtentoonstelling van 1939 in New York werd het dan ook bekroond met de Grand Prix.

## Galerij

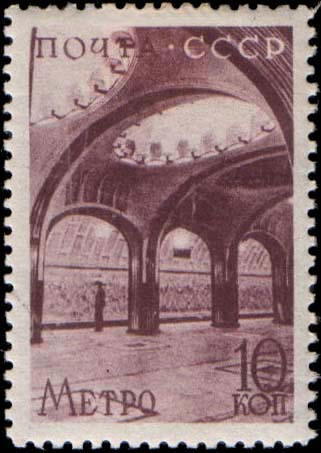
Postzegel uitgegeven ter gelegenheid van de opening
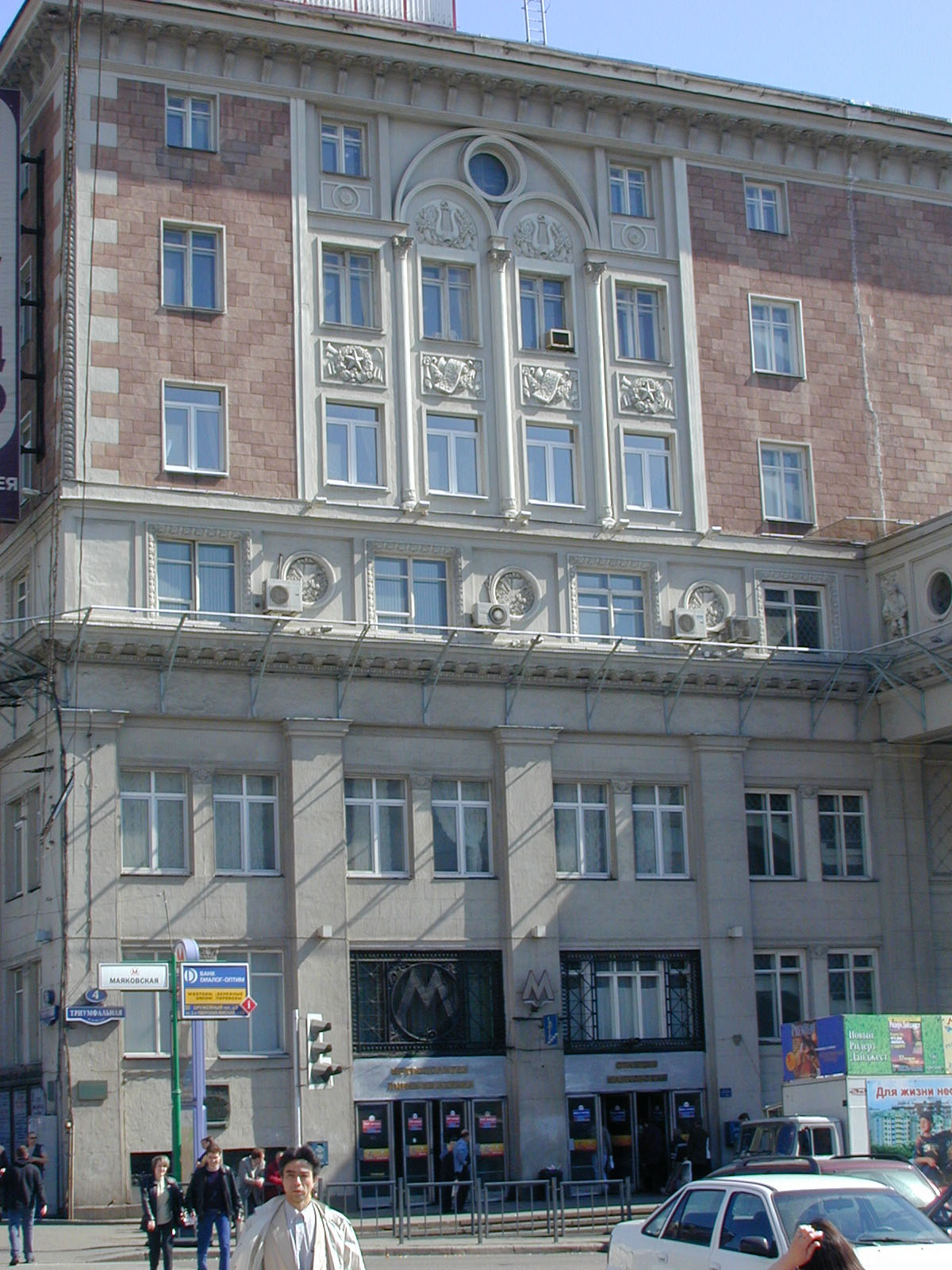
De zuidelijke ingang van het station
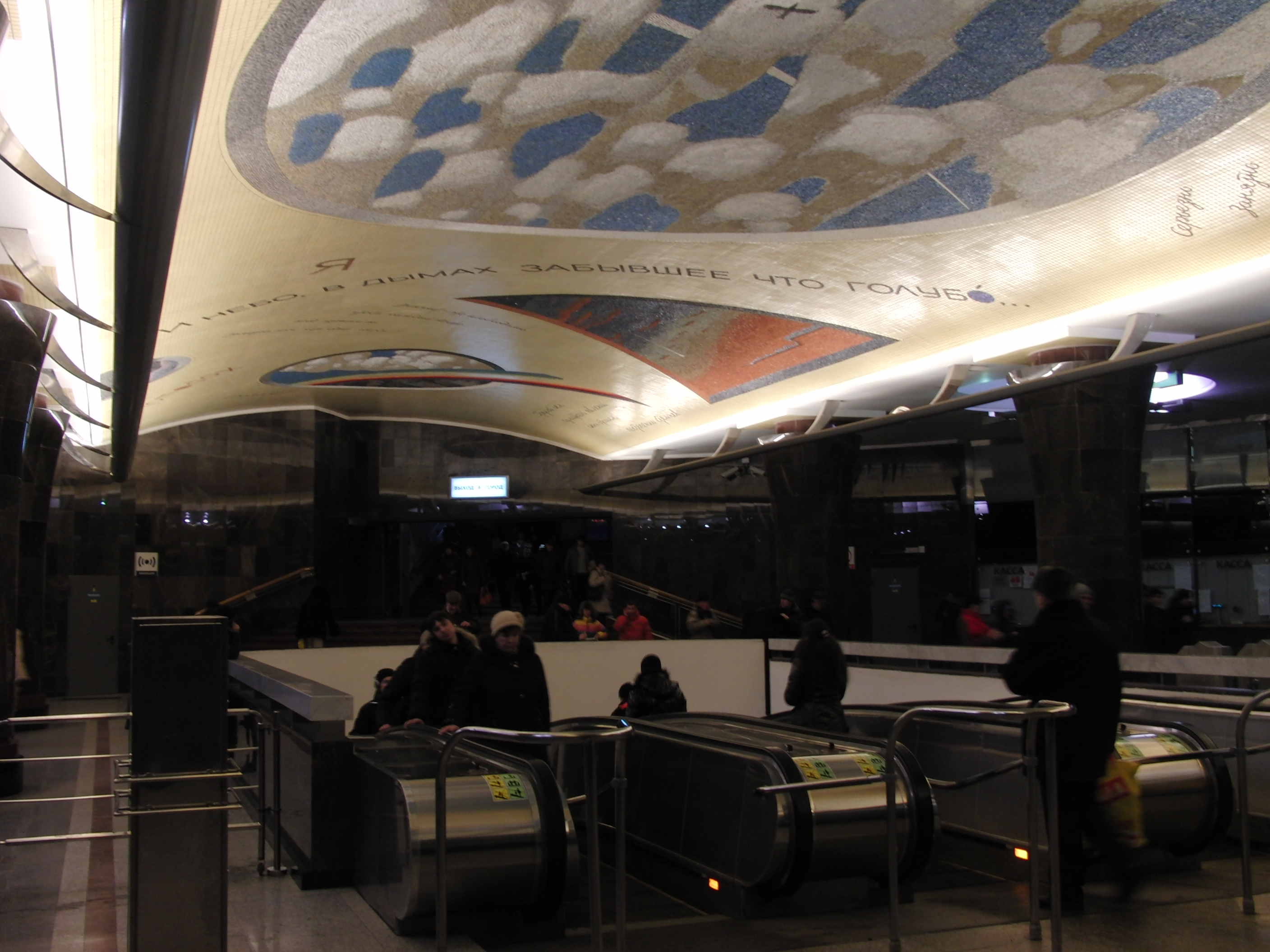
De stationshal
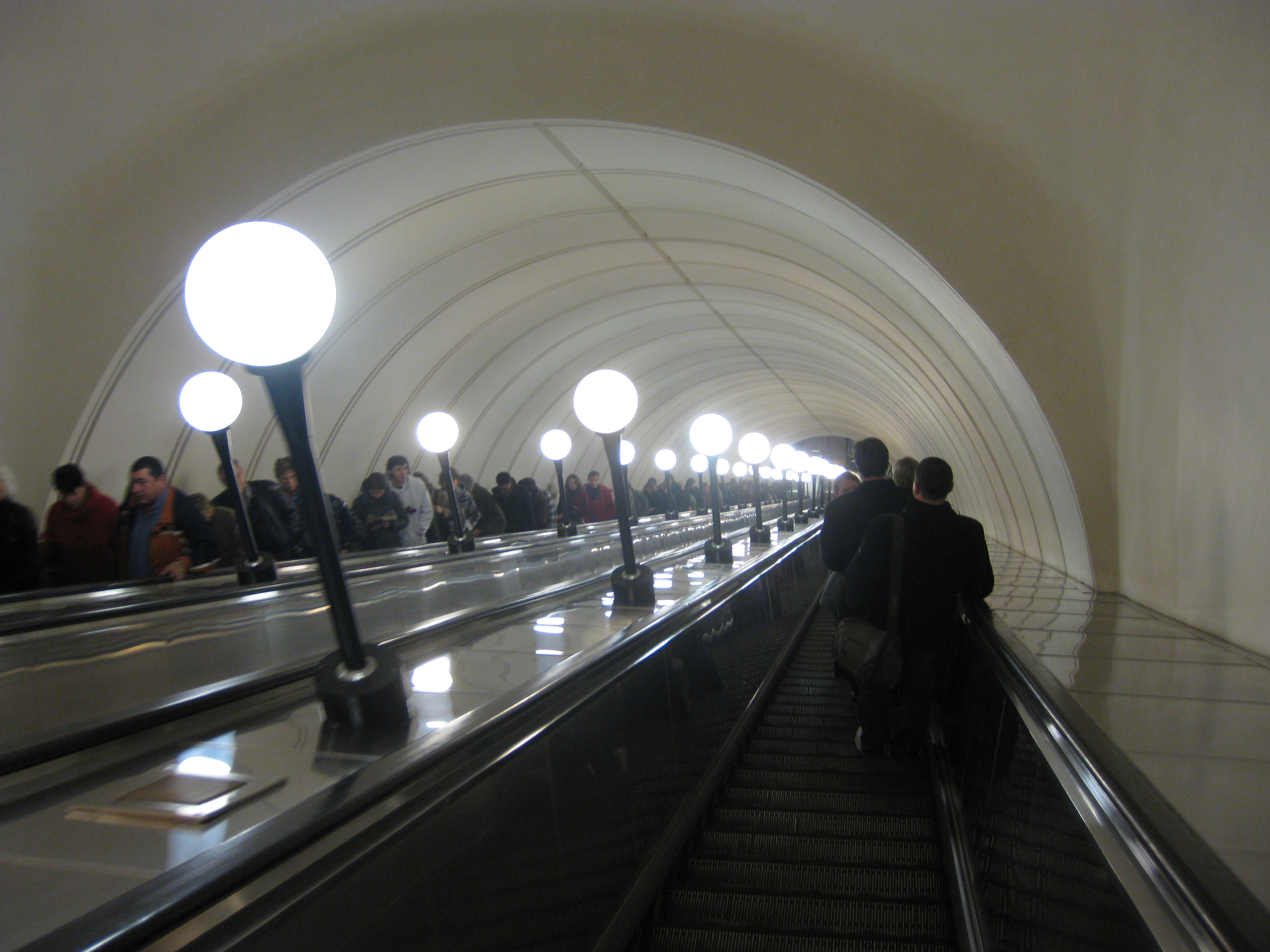
De roltrap
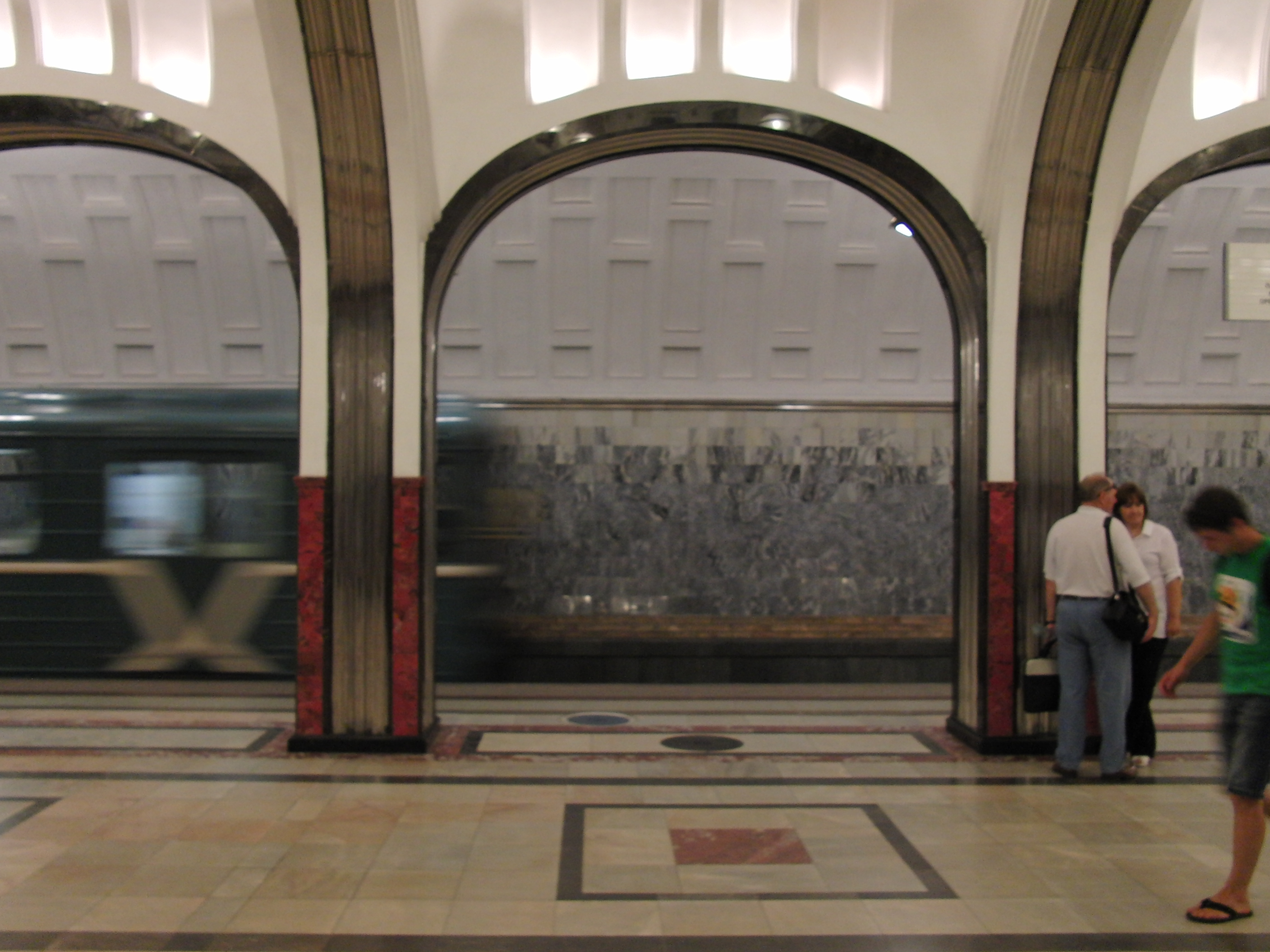
De dragende zuilen tussen middenhal en perron
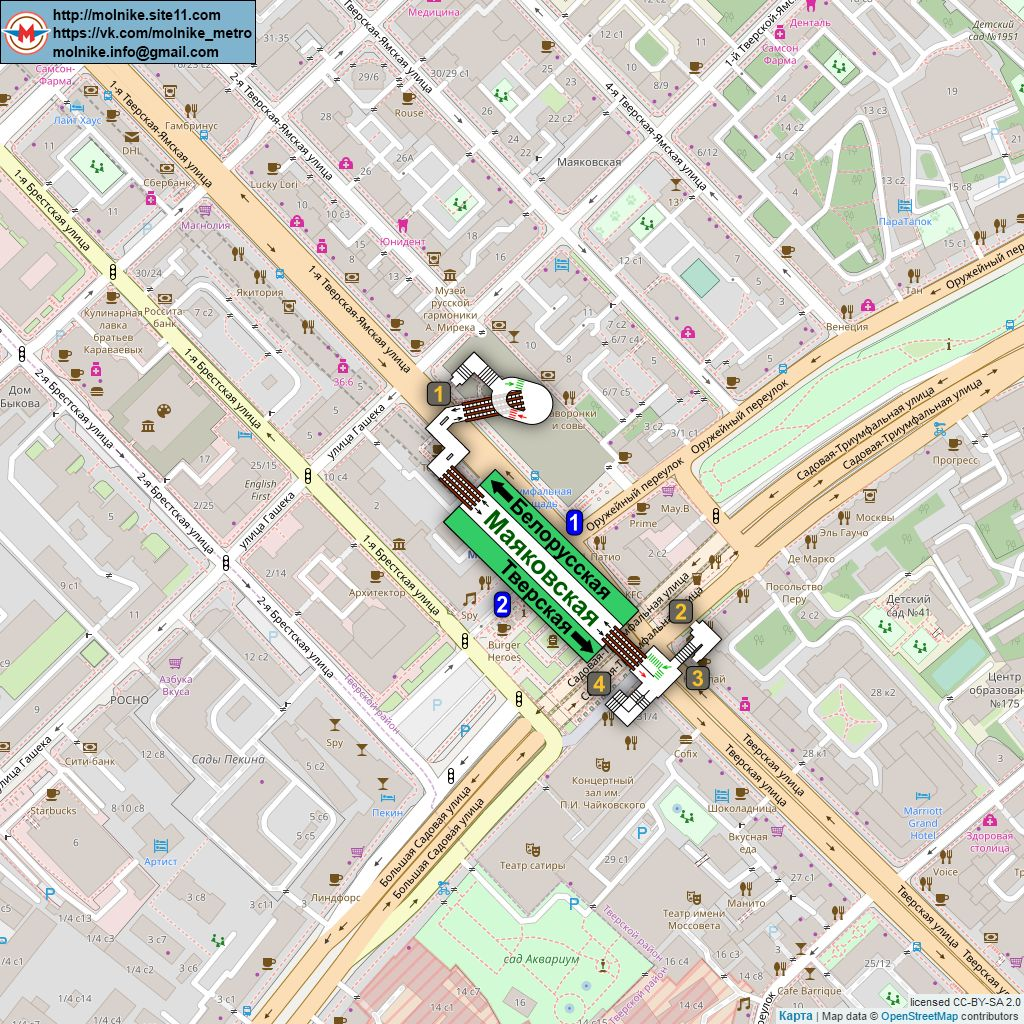
De plattegrond van het station en de omgeving

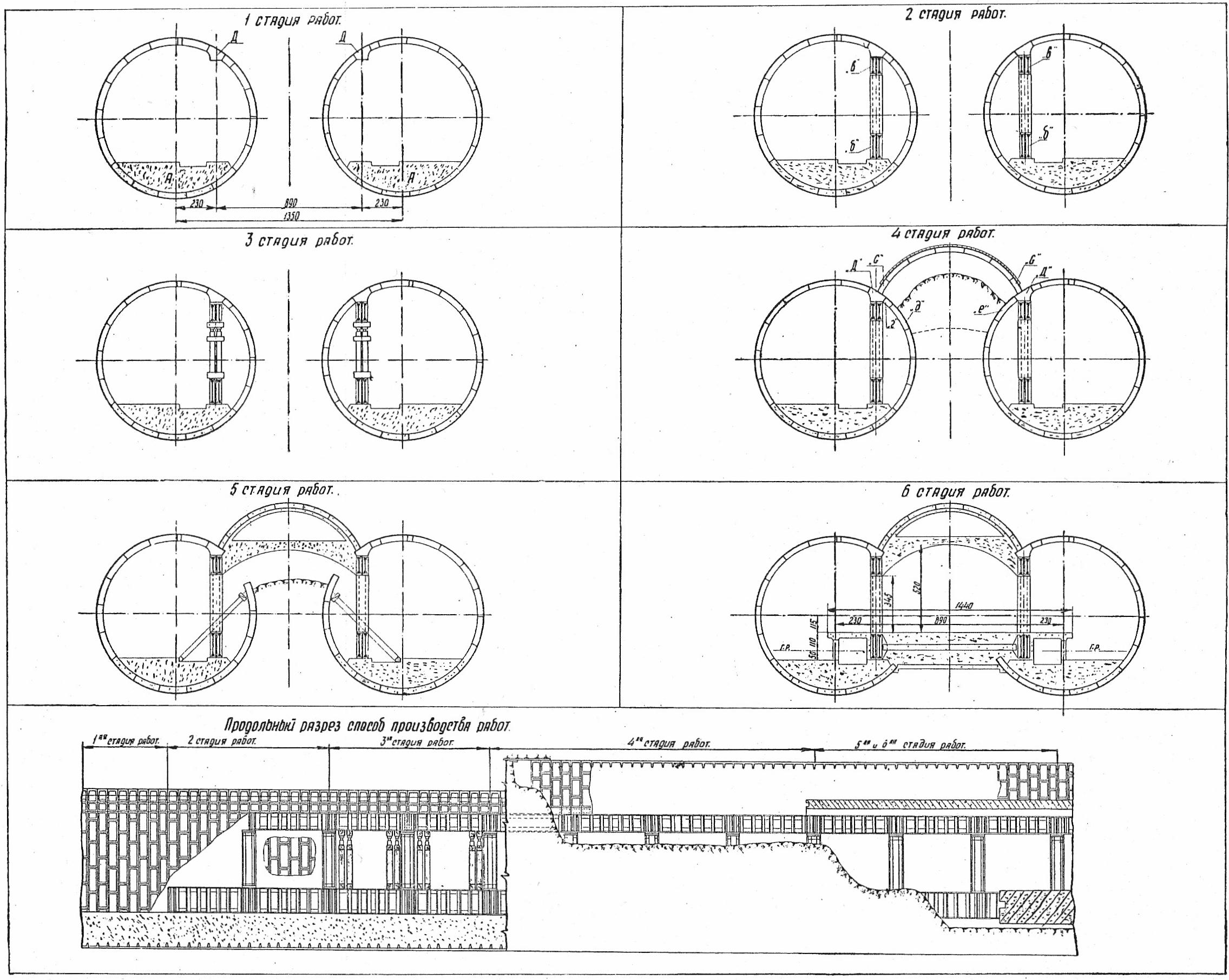
De verschillende stappen in de bouw van station Majakovskaja.